# 아키타의 성모

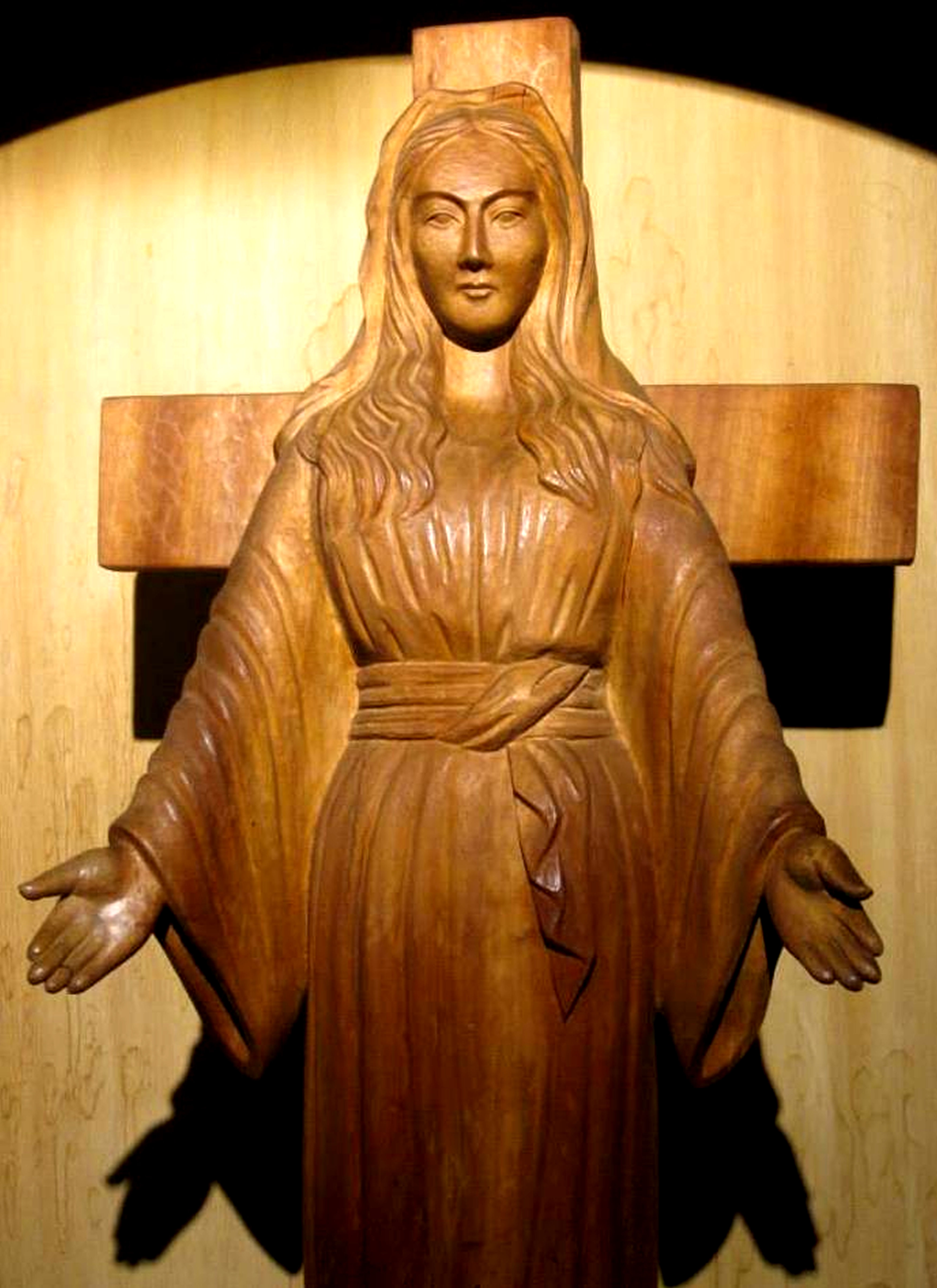

아키타의 성모(일본어: 秋田の聖母マリア)는 1973년에 보고된 성모 발현으로서, 성모 마리아가 일본 아키타 인근 외딴 지역인 유자와다이에서 카츠코 사사가와(笹川) 아녜스 수녀에게 나타났다고 한다. 아키타에 발현한 마리아의 메시지는 기도와 회개를 강조하고 있다. 사사가와 수녀는 마리아가 자신에게 “묵주 기도를 많이 해다오. 절박한 재난으로부터 구조할 수 있는 것은 나뿐이다. 내게 다가와 의지하는 사람은 구조될 것이다.”라고 말했다고 전한다.
아키타의 성모 발현에서는 특이하게도 성모상이 눈물을 흘리는 현상이 나타났는데, 이 중에 일본의 국영 방송사인 NHK-TV에서 사진으로 포착한 1979년 12월 8일 밤 11:30경의 눈물 현상이 방송되면서 알려지게 되었다.

## 배경
성체봉사수녀회의 사사가와 아녜스 수녀는 19세 때 맹장 수술을 받다가 중추신경이 마비되어 16년 동안 병상에서 지내야 했다. 그러던 중 독실한 가톨릭 신자인 어느 간호사의 도움으로 입교했으며 그 후 병세도 호전되었다. 이후 그녀는 나가사키의 성모 수녀회에 입회했으나 겨우 4개월 만에 건강이 다시 악화되면서 수도생활을 계속할 수 없게 되었다. 전해지는 바에 의하면, 루르드에 있는 샘물을 마신 후 그녀가 건강을 되찾았다고 한다. 건강을 회복한 사사가와 아녜스는 다시금 수도생활을 하고 싶은 마음이 간절하여 그 기회를 찾고 있던 중에 1969년 성체봉사수녀회에 입회했다.

## 발현
사사가와 아녜스 수녀가 보고한 바에 따르면, 1973년 6월 28일 그녀의 손바닥에 열십자로 교차된 성흔이 나타난 데 이어 성체봉사회 수녀원 경당에 모셔놓은 성모상의 손바닥에도 성흔이 나타났다. 뿐만 아니라 1975년 1월 4일부터 1981년 9월 15일까지 모두 101번 성모상이 계속 눈물을 흘렸다고 한다. 성모상의 성흔은 눈물이 흐르기 전에 나타났다가, 눈물이 흐른 후에는 사라졌다고 한다. 눈물의 일부를 아키타 대학과 기후대학의 법의학 교실에서 분석한 결과 인간의 체액, 즉 눈물이라는 결론이 나왔다.
사사가와 아녜스 수녀는 성모 마리아로부터 총 세 번에 걸쳐 메시지를 받았지만, 이후에도 성모상은 계속 눈물을 흘린 것으로 전해진다. 그녀가 성모 마리아로부터 첫 번째 메시지를 받은 것은 1973년 7월 6일 새벽으로, 당시 손에 나타난 성흔으로 심하게 고통받던 와중에 수호천사의 안내로 눈부신 빛으로 둘러싸인 성모상 앞으로 가서 마리아의 목소리를 들었다고 한다.
1988년 4월 22일 니가타 교구장 이토 쇼우지로(요한) 주교는 교황청 신앙교리성 장관이었던 요제프 라칭거 추기경에게 서신을 통해 이 소식을 전하였으나, 신앙교리성은 아키타의 성모와 관련된 그 어떠한 결정 사항을 공표하지 않았다. 이에 대한 확인으로 1990년 4월 주일 교황 대사 윌리엄 애퀸 커루는 이탈리아의 한 가톨릭 잡지(30 Days)와의 인터뷰에서 신앙교리성 장관 라칭거 추기경은 아키타 성모의 메시지의 신뢰성이나 진정성에 대해 어떠한 유권적 판단도 내리지 않았다고 밝혔다.
사사가와 아녜스가 받은 첫 번째 메시지에서 성모 마리아는 사람들의 보속을 위해 기도해줄 것을 요청하면서 그녀의 청각 장애가 1973년에 치유될 것이라고 알려 주었다. 성모 마리아는 특히 사사가와 아녜스 수녀에게 교황과 주교, 사제를 위해 잊지 않고 많이 기도해줄 것을 당부하면서 오늘 있었던 일을 교회의 장상에게 말하고 그가 이르는 대로 순종하라고 말하였다. 그로부터 한 달여 뒤인 1973년 8월 3일 금요일에 사사가와 아녜스 수녀가 성모상 앞에서 묵주 기도를 바치고 있을 때 성모상으로부터 다음과 같은 내용의 두 번째 메시지를 전해 받았다. “세상의 많은 사람은 주님을 슬프게 하고 있다. 나는 주님을 위로해 드릴 자를 바라고 있다. 천주 성부의 진노하심을 풀어 드리기 위해 죄인이나 배은망덕한 이들을 대신해서 고통을 받으며 가난으로써 이를 보속할 영혼을 내 아들(예수)과 함께 바라고 있다.”
성모 마리아의 세 번째이자 마지막 발현은 그해 10월 13일에 있었다. “사랑하는 내 딸아, 지금부터 내가 말하는 것을 잘 들어라. 그리고 너의 장상에게 알리거라. 전에도 말했듯이 만일 사람들이 회개하지 않으면 성부께서는 인류 전체에게 큰 벌을 내리실 것이다. 그 때 성부께서는 대홍수보다 더 무서운, 이제까지 없었던 벌을 내리실 것이 틀림 없다. 불이 하늘에서 내리고, 그 재앙으로 많은 사람이 죽을 것이다. 좋은 사람도 악한 사람과 함께, 사제도 신자와 함께 죽을 것이다. 살아남은 사람들에게는 죽은 사람들을 부러워 할 정도의 고난이 있을 것이다. 그 때 우리에게 남겨진 무기는 묵주 기도와 내 아들이 남긴 성사뿐이다. 매일 묵주 기도를 바치거라. 묵주 기도로써 주교들과 사제들을 위해 기도해다오. 악마의 작태가 교회의 내부로까지 들어오고, 추기경은 추기경과, 주교는 주교와 대립할 것이다. 나를 공경하는 사제는 동료에게 경멸을 받고 공격을 받을 것이다. 제대나 성당이 황폐해지고, 교회는 타협하는 자로 가득 차서 악마의 유혹으로 많은 사제와 수도자가 환속할 것이다. 특히 악마는 성부께 봉헌된 영혼에게 방해 활동을 하고 있다. 많은 영혼을 잃게 되는 것이 내 슬픔이다. 이 이상 죄가 계속된다면 죄의 용서는 없어지게 될 것이다. … 너에게 음성으로 전하는 것은 오늘로 마지막이다. 앞으로는 너에게 보내 준 분과 너의 장상에게 순종해다오. 묵주 기도를 많이 해다오. 절박한 재난으로부터 구조할 수 있는 것은 나뿐이다. 내게 다가와 의지하는 자는 구조될 것이다.”
1982년 주일 미사 때, 사사가와 아녜스 수녀의 귀는 기적적으로 말끔하게 나았다. 그녀가 청각을 잃은 후 병원에 가서 받은 건강진단에서는 ‘치료 불가’로 판정받았지만, 그녀가 청각을 회복한 후에 다시 병원에 갔을 때는 ‘정상’으로 판정받았다. 그로부터 며칠 후, 뇌종양 말기의 한 한국인 여성이 친구들과 함께 아키타의 성모 마리아에게 전구를 청한 후에 기적적으로 치유된 사례가 보고되었다. 그녀는 혼수 상태에서 회복되는 동안 성모 마리아의 환시를 체험했다고 한다. 그녀의 질병은 나중에 한국의 전문 의료진의 도움으로 확실하게 치료되었다.
1984년 4월 22일 이토 주교는 사목 서한을 통해 아키타의 성모 발현이 신앙에 위배되지 않는다고 판단하여, 교황청으로부터 최후 판정이 내릴 때까지는 자신의 교구 내에서 아키타의 성모에 대해 공경을 표하는 것을 금하지 않겠다고 발표하였다.

## 같이 보기
- 성모 발현